# 曉基諾
54°01′N 37°57′E / 54.017°N 37.950°E
曉基諾（俄语：Щёкино）是俄羅斯圖拉州中部的一個城市，位於首府圖拉以南25公里。2021年時人口為56,263人。
曉基諾於1870年建立，1934年设镇，1938年正式設市，1950年成为州直辖市。是晓基诺区的行政中心，面积15平方千米，入口为56263人，是晓基诺市唯一的居民点（也就是说晓基诺市不含周边其它农村地区）。
海拔240米。
位于东三区。
位于图拉市以南25公里，北距莫斯科218公里。
Щёкино  （页面存档备份，存于）